# 이나 바우어 (피겨스케이팅 선수)
이나 세네스-바우어(독일어: Ina Szenes-Bauer, 1941년 1월 31일 - 2014년 12월 13일)는 독일의 피겨 스케이팅 선수였다. 그녀는 서독 선수권 대회에서 3연패 (1957-59)했고 자신의 이름을 딴 피겨 스케이팅 구성요소를 발명했다.

## 개인 생활
이나 바우어는 1941년에 크레펠트에서 태어났다. 그녀의 아버지는 비단 제조 업체에서 일했다. 그녀는 헝가리의 피겨 스케이팅 선수 세네스 이스트반과 결혼했다.
이나 바우어는 2014년 12월 13일에 사망했다.

## 선수 경력
1956년 독일 선수권 대회에서 은메달을 획득한후, 바우어는 프랑스 파리에서 열린 유럽 선수권 대회에 출전했고 13위를 했다. 그녀는 독일 가르미슈파르텐키르헨에서 열린 세계 선수권 대회에서 20위를 했다.
그녀는 1957년 콜로라도스프링스 세계 선수권 대회에서 11위를 했다.
그녀는 1958년 세계 선수권 대회와 1959년 세계 선수권 대회에서 4위를 했다. 이 기간에, 그녀는 콜로라도 스프링스에서 훈련했다.
가르미슈파르텐키르헨에서 열린 1960년 유럽 선수권 대회에서 철수한후, 바우어는 그녀의 아버지 요청에 따라 현역에서 은퇴했다.
바우어는 자신의 이름을 딴 피겨 스케이팅 구성요소를 발명했다.

## 대회 성적
| Event            | 1956 | 1957 | 1958 | 1959 | 1960 |
| ---------------- | ---- | ---- | ---- | ---- | ---- |
| 세계 선수권 대회 | 20위 | 11위 | 4위  | 4위  |      |